# Historia Wilna

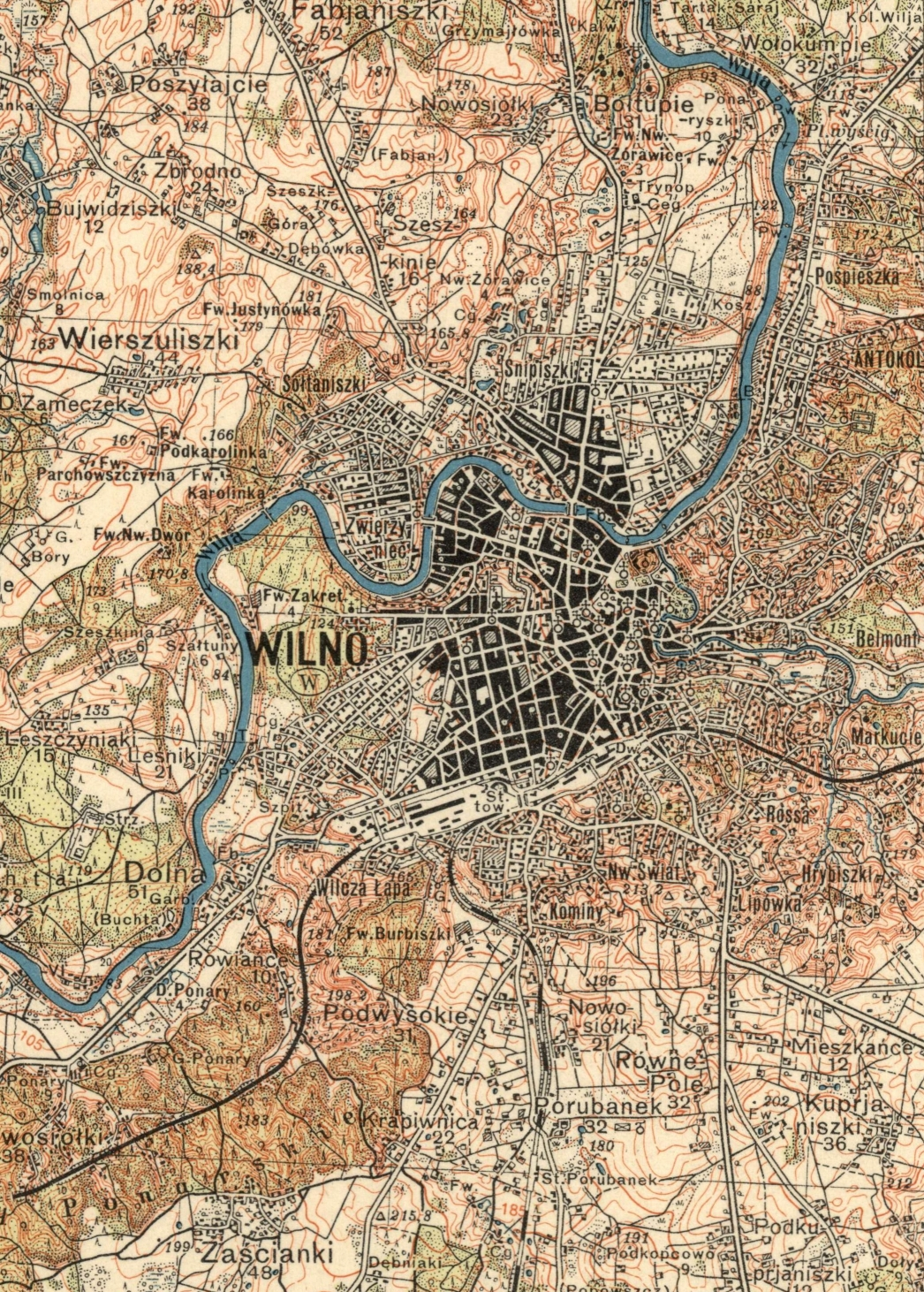
Mapa topograficzna Wilna, WIG 1934

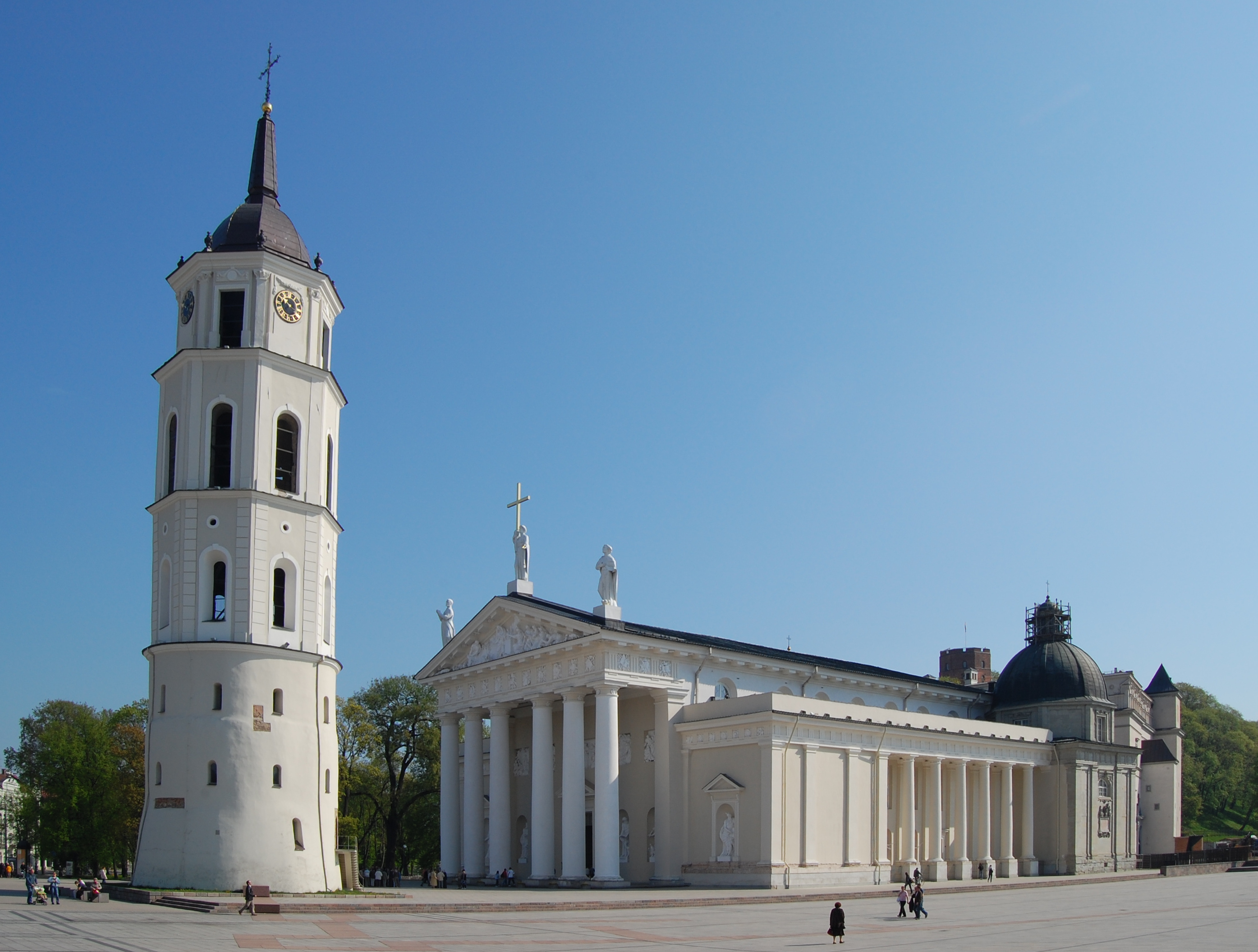
Katedra wileńska w 2008

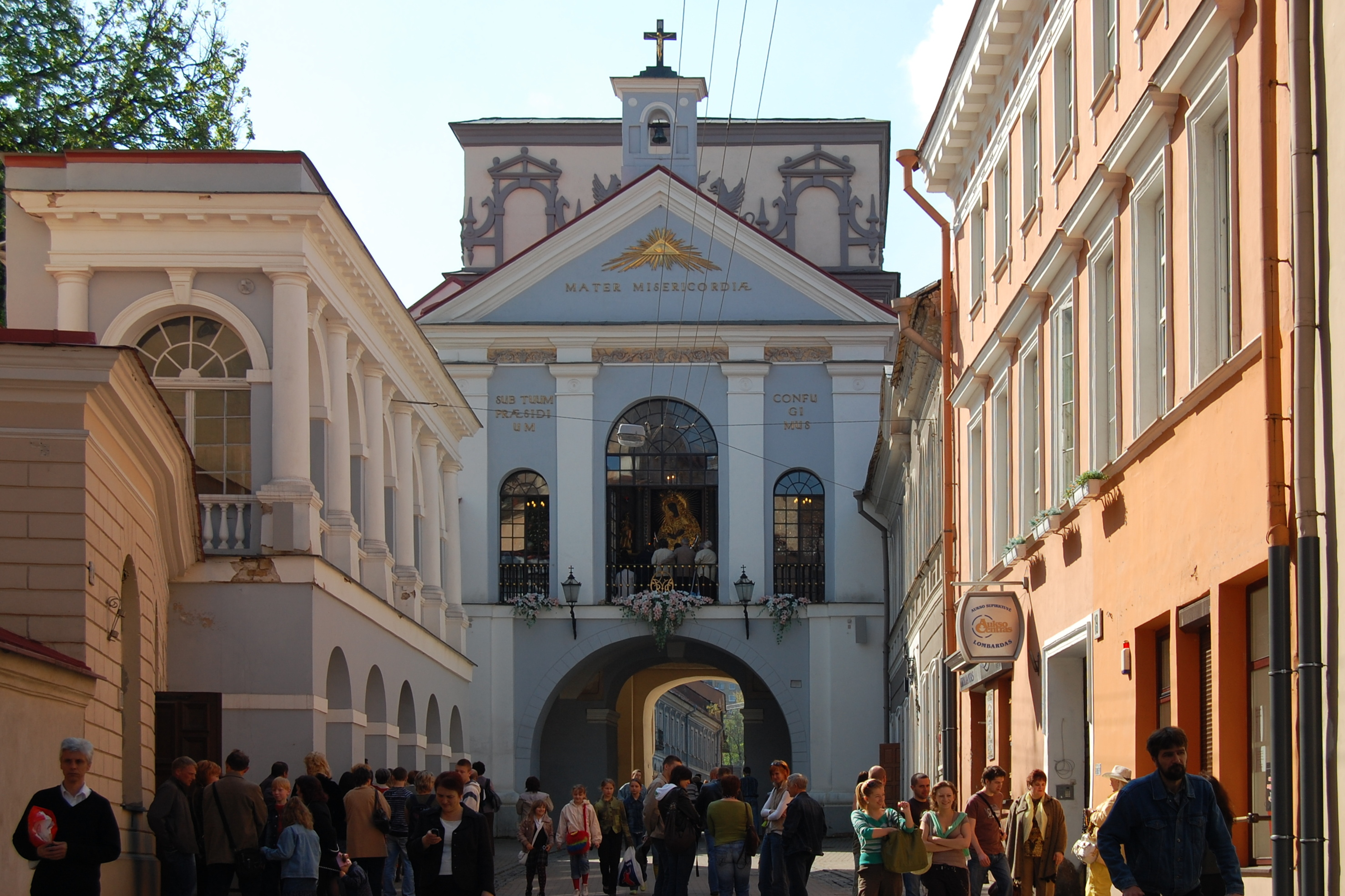
Ostra Brama w 2008

Historia Wilna, stolicy i największego miasta Litwy, sięga XIV wieku, bowiem z tego wieku pochodzą pierwsze wzmianki o istnieniu miasta; jednak osada na terenie dzisiejszego Wilna powstała już w XI wieku. Na przestrzeni wieków miasto przeżywało lata świetności, lecz kilkakrotnie stawało też na skraju całkowitego zniszczenia.

## Odkrycia archeologiczne
Odkrycia archeologiczne pokazują, że ludzie żyli na terenie Wilna już w okresie mezolitu. Osada powstała prawdopodobnie już we wczesnym średniowieczu (ok. V w.), a niektórzy historycy identyfikują legendarną stolicę Litwy, Worutę, z Wilnem, ale brakuje na to przekonujących dowodów.

## XIV wiek
Pierwsza pewna wzmianka o mieście pochodzi dopiero z 1323 z listu Giedymina do papieża Jana XXII. Wcześniejsze wzmianki ze źródeł ruskich i karaimskich nie pozwalają na jednoznaczne utożsamienie ich z Wilnem. Także z czasów pomiędzy panowaniem rezydującego w Nowogródku Mendoga a panowaniem Giedymina, nie ma żadnych wzmianek o Wilnie. Giedymin przeniósł swoją siedzibę z Trok do Wilna i prawdopodobnie wzniósł drewniany gród na Górze Zamkowej. W czasie rządów Olgierda nastąpił w 1365 roku najazd Krzyżaków na Wilno podczas którego spłonęła większość zabudowy. Następny najazd Krzyżaków miał miejsce w 1383 r. Po oblężeniu ponownie zdobyli miasto i je spalili. Przełomowym rokiem dla Wilna był rok 1387. Wielki książę litewski i król polski Władysław Jagiełło w tym właśnie roku w konsekwencji zawartej unii z Polską w Krewie w 1385 r. zorganizował w Wilnie uroczystość Chrztu Litwy, oraz w tym samym roku nadał mu prawa miejskie magdeburskie, zaczął sprowadzać osiedleńców, a w roku następnym ustanowiono podporządkowaną Gnieznu katolicką diecezję wileńską na której czele stanął biskup Andrzej Jastrzębiec. Wilno rozwijało się dynamicznie, powstawały liczne cechy rzemieślnicze. Jesienią 1390 roku Krzyżacy i książę Witold ponownie spalili miasto i zamek dolny. Klemens Moskarzewski w Wilnie obronił Zamek Górny, mimo że dowódca Zamku Dolnego Korygiełło – brat Jagiełły został zamordowany po wkroczeniu napastników. Podczas wycofywania się 1 października Krzyżacy wbijali na pale dzieci mieszczan wileńskich. Ponowny najazd miał miejsce w 1394 roku.

## XV wiek

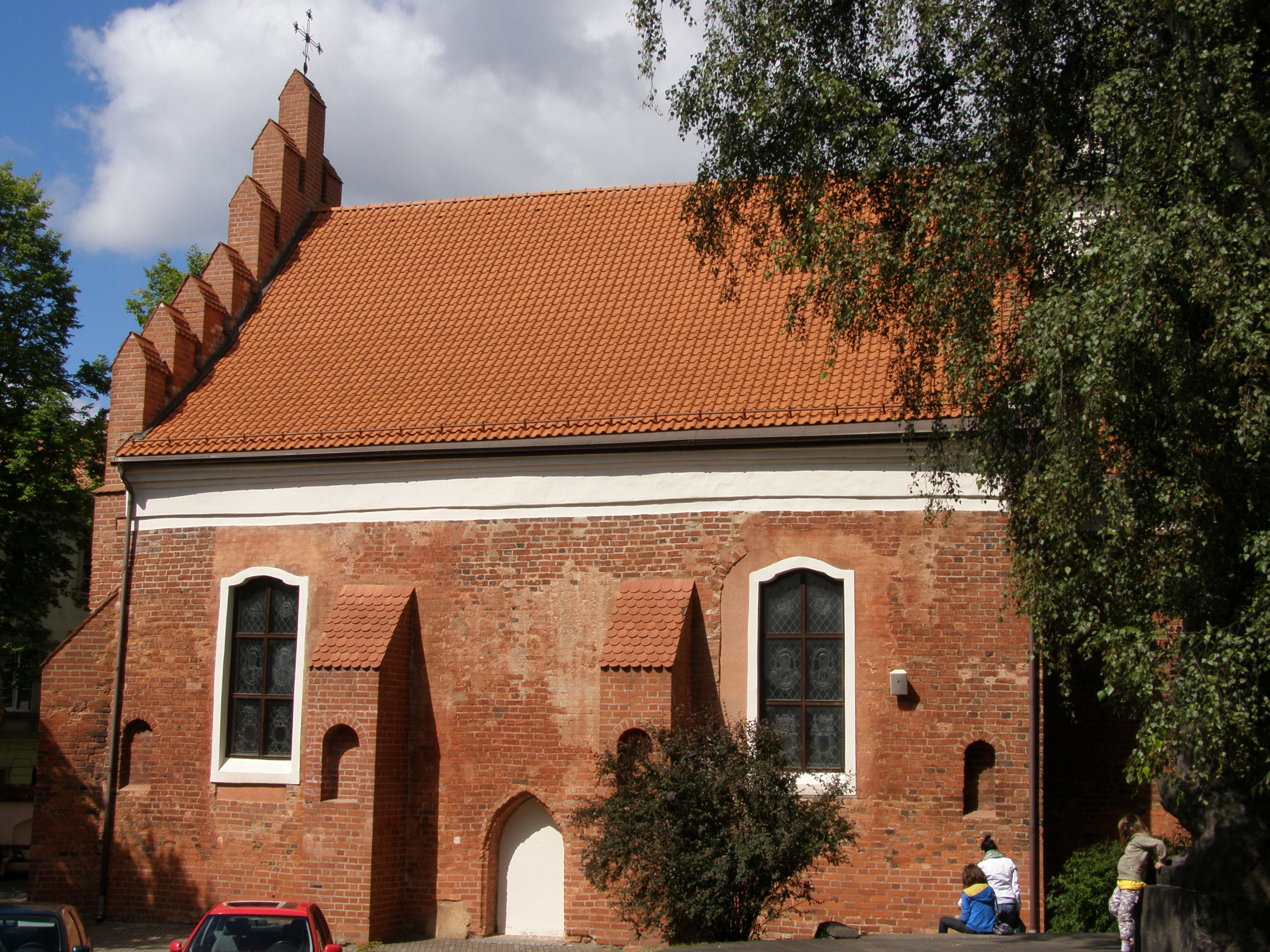
Kościół św. Mikołaja – najstarszy zachowany kościół miasta

W 1413 roku król Jagiełło ustanawia w Wilnie województwo wileńskie.
Po pożarze w 1419 roku książę Witold (lit. Vytautas Didysis) rozpoczął budować pierwszy murowany zamek (zwany później Zamkiem Górnym) na Górze Zamkowej. Potem powstał obok katedry murowany Zamek Dolny. W 1441 roku Kazimierz IV Jagiellończyk potwierdza prawa miejskie, a w 1464 roku nadaje ustawy sądowe, tzw. Sudiebnik. Następnie dokonuje rozbudowy Zamku Dolnego i rozpoczyna budować mury obronne.

## XVI wiek

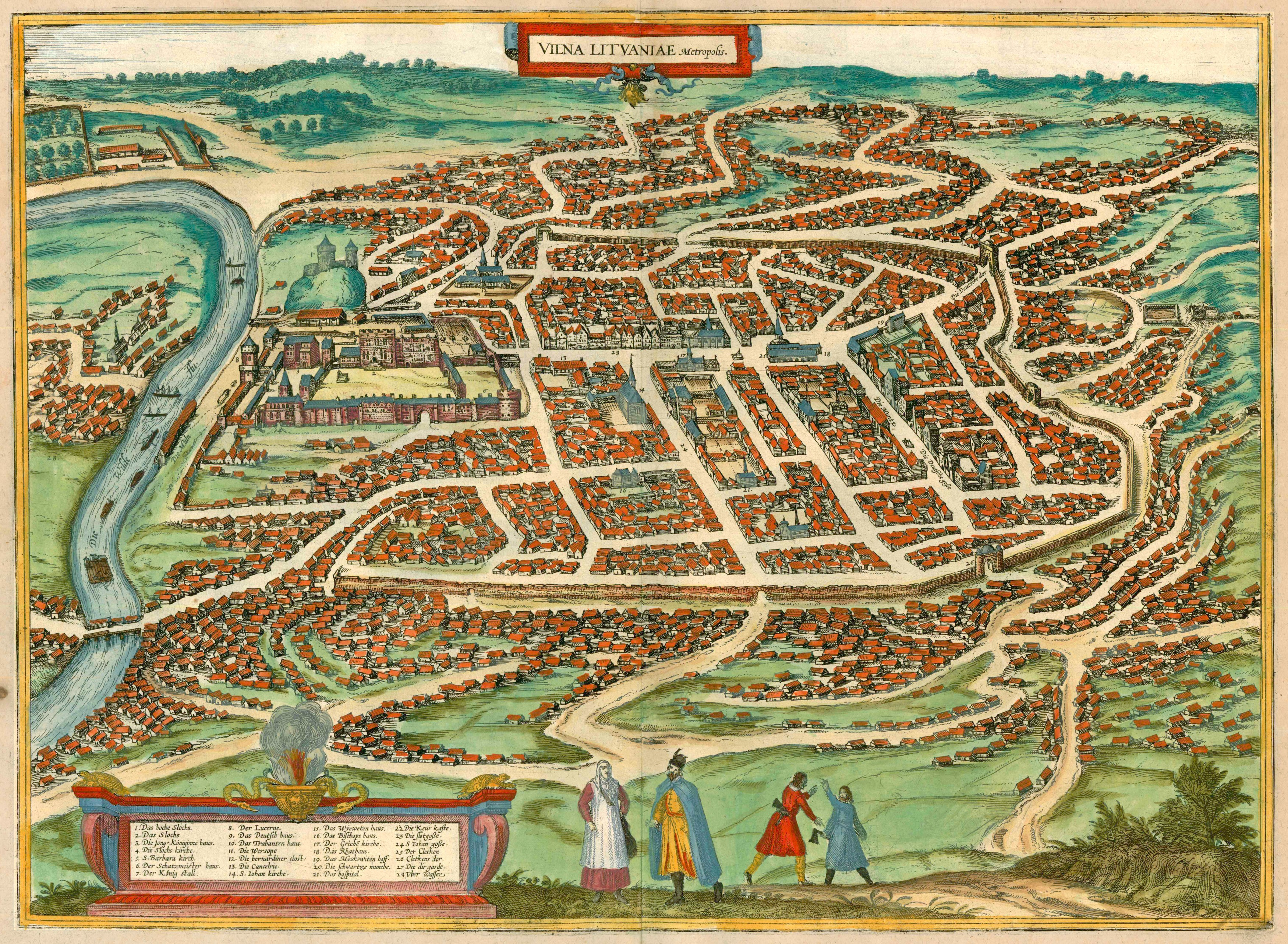
Wilno w XVI w.

W latach 1503–1522 wybudowano mury obronne z dziewięcioma bramami i trzema basztami, które zburzono na przełomie XVIII i XIX z wyjątkiem Bramy Miednickiej zwanej też Ostrą Bramą (lit. Aušros Vartai). Najświetniejszy okres w dziejach miasta to czasy zygmuntowskie. Powstała wówczas mennica, arsenał, młyny, most na Wilejce, liczne szpitale i pałace. Pracowali tu architekci i rzeźbiarze włoscy (Jan Cini, Jan Maria Padovano). Wilno stało się miastem wielu narodowości (Litwini, Polacy, Rusini (Białorusini), Żydzi, Niemcy, Włosi, Ormianie, Tatarzy).
W 1579 król Stefan Batory założył Akademię prowadzoną przez jezuitów, co stało się zalążkiem Uniwersytetu Wileńskiego.
10 lipca 1591 tłum katolicki wywołał zamieszki na tle religijnym. Spalono kościół, dom, przytułek i szkołę ewangelików reformowanych.

## XVII wiek

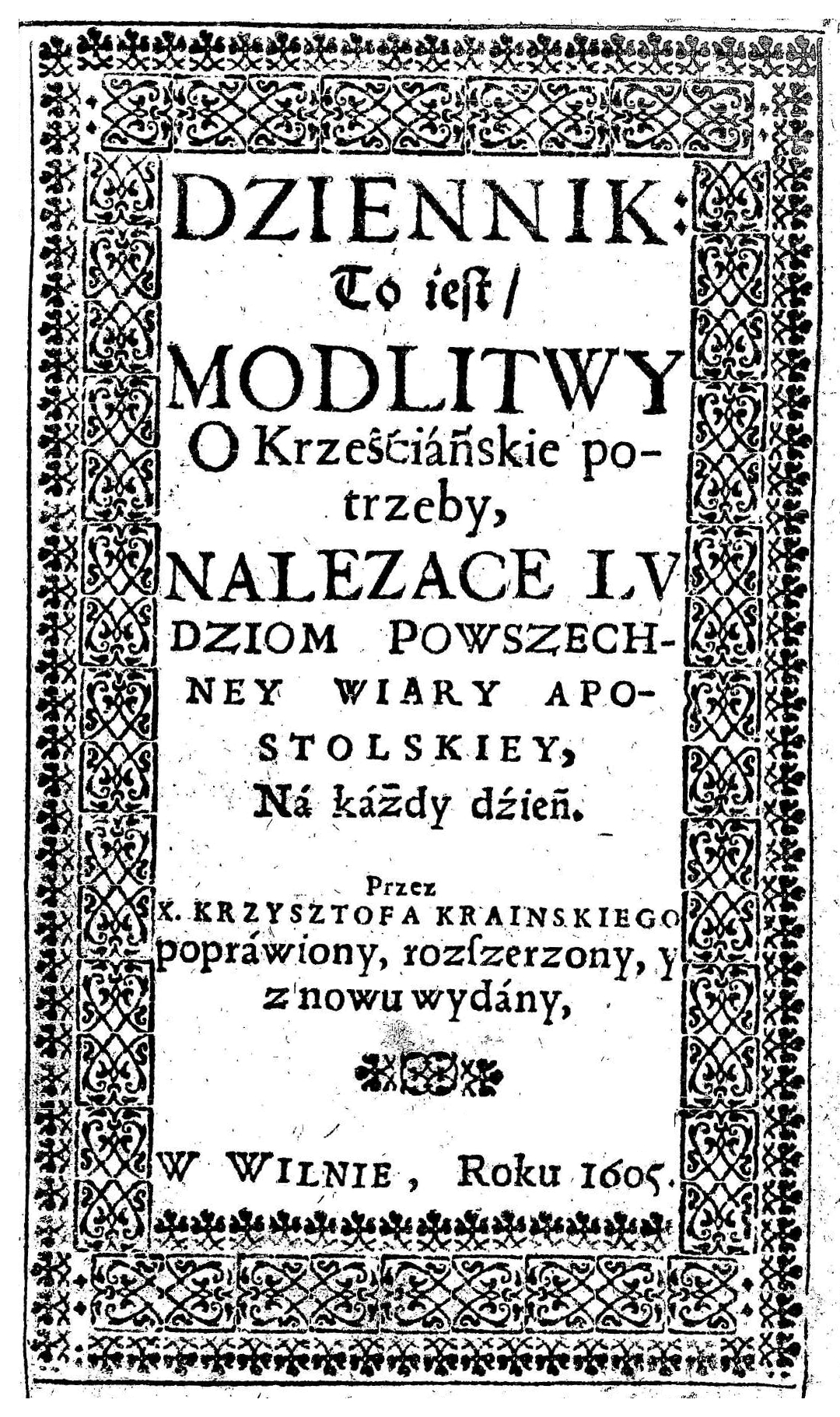
Kalwiński druk Krzysztofa Kraińskiego, Dziennik, to iest modlitwy wydany w Wilnie w 1605 roku.

Rozwój miasta poważnie zahamował wielki pożar w 1610 roku, kiedy spaliło się 4700 domów, 10 kościołów i Zamek Dolny. W 1639 roku miały miejsce kolejne zamieszki na tle religijnym. Kalwini zostali zmuszeni do opuszczenia miasta; zburzono ich zbór na ulicy Świętomichalskiej.
W dniu 7 sierpnia 1655 rozpoczął natarcie na stolicę Litwy car Aleksy, po  wycofaniu się wojsk Janusza Radziwiłła po bitwie pod Wilnem, po zajęciu miasta, w którym schroniła się okoliczna ludność z wielu okolic, Rosjanie wymordowali około 25 tysięcy osób, których trupy sprzątano przez kilka dni (ok. 30% mieszkańców). Pożary wzniecane przez Moskwian w stolicy Litwy trwały przez 17 dni. Spłonęło wtedy 600 gmachów, splądrowano pałace, z których ukradziono dzieła sztuki, archiwa, księgozbiory. Zniszczono kościoły i klasztory. Następnie ludność miasta zdziesiątkowała w roku 1657 zaraza. Wtedy właśnie wywieziono do Moskwy trzy tomy (IV, V, VI) Metryki Litewskiej. Duże zniszczenia miastu przyniosła także rosyjska okupacja trwająca do 1660, gdy miasto odbiły wojska pod dowództwem Michała Kazimierza Paca.

## XVIII wiek

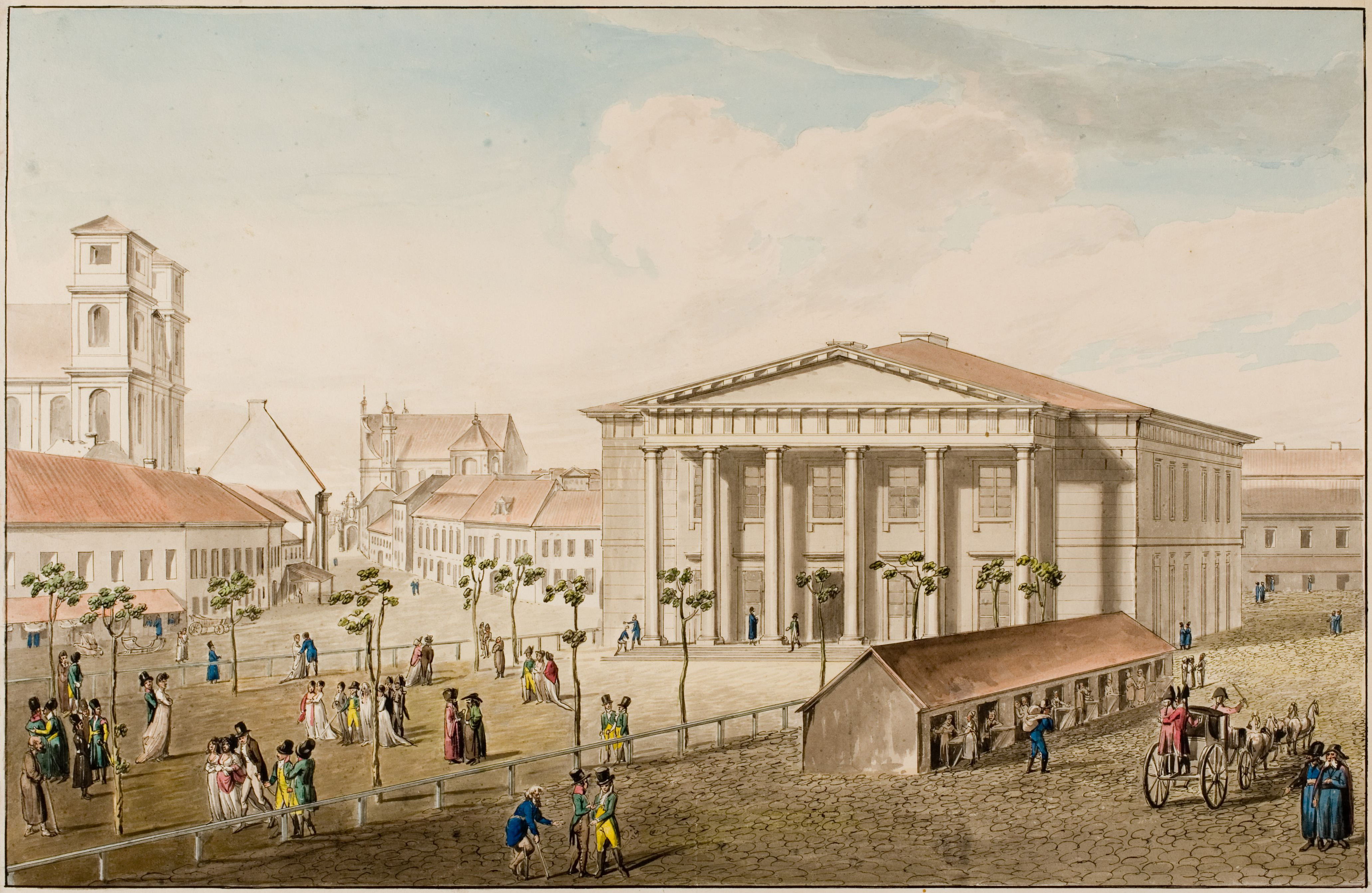
Wilno w XVIII w. (Józef Peszka)

Miasto w tym czasie stało się dla Żydów „Jerozolimą Północy” (hebr. Jeruszalaim szel cafon). Działała tu jedna z najwybitniejszych szkół talmudycznych na świecie.
Kolejnym ciosem była III wojna północna. W XVIII wieku w mieście powstało wiele wspaniałych barokowych kościołów. W trakcie insurekcji kościuszkowskiej, w nocy z 22/23 kwietnia 1794 doszło w Wilnie do walk, w trakcie których wyparto z miasta Rosjan. 19 lipca pod miasto podeszły wojska generała Dejowa lecz Rosjanie nie zdołali zdobyć miasta. Następne oblężenie nastąpiło 11 sierpnia ale miasto nie mając środków do obrony poddało się prawie bez walki. W 1795 miasto znalazło się w zaborze rosyjskim i stało się stolicą guberni.

## XIX wiek

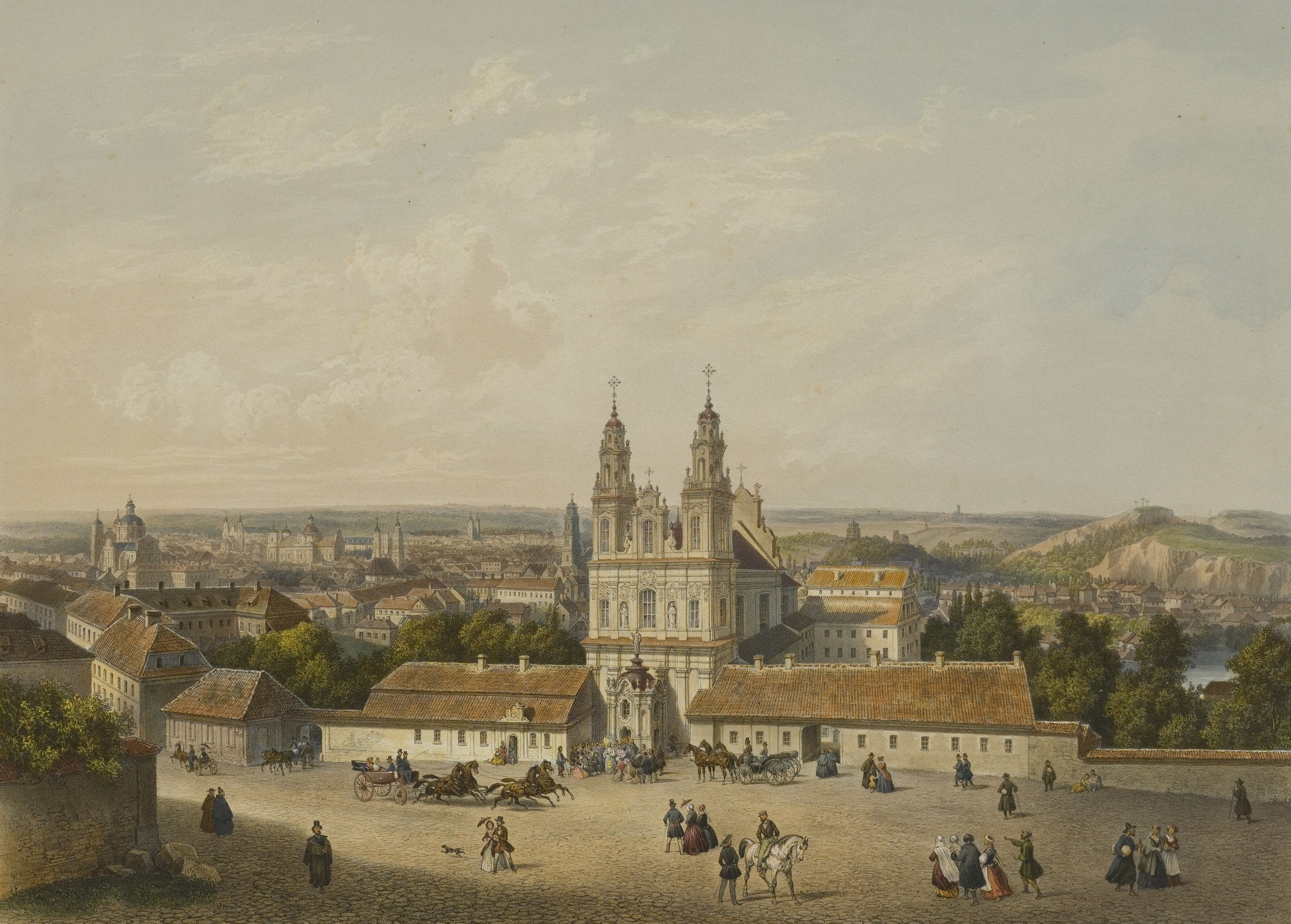
Wilno w XIX w. (Zygmunt Vogel)

W 1805 założono Towarzystwo Medyczne Wileńskie.
Podczas wojen napoleońskich przez miasto w 1812 przeszły 200-tysięczne wojska Napoleona, w tym oddziały polskie. Pomimo grabieży armii napoleońskiej był to dla miasta okres krótkotrwałej wolności (lipiec – grudzień 1812). W Wilnie zainstalowano podległy Francuzom i złożony z Polaków tymczasowy rząd (Komisja Rządząca Tymczasowa). W efekcie klęski Napoleona w Rosji, resztki Wielkiej Armii wycofały się przez Wilno w początkach grudnia. W mieście i w jego okolicach wielu żołnierzy zmarło wtedy z głodu i wycieńczenia. Już 10 grudnia 1812 Wilno ponownie zajęli Rosjanie.

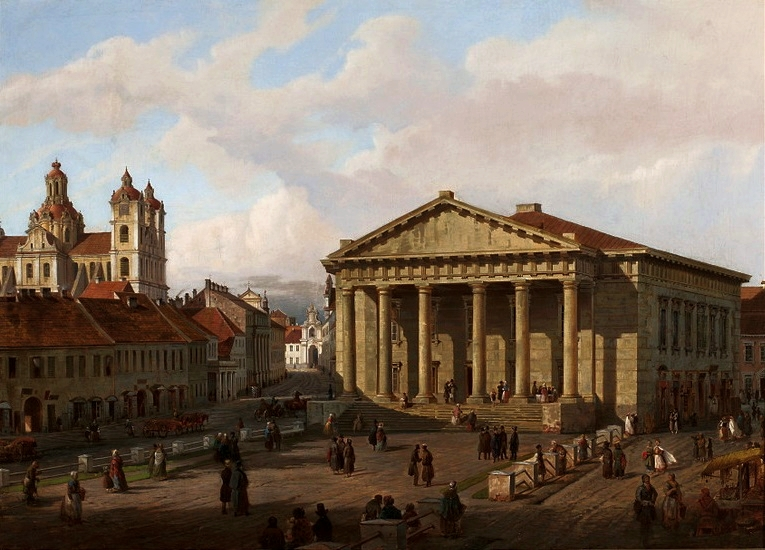
Wilno w XIX w. (Marcin Zaleski)

W XIX Wilno było miejscem rozwoju licznych patriotycznych organizacji np. filaretów, filomatów, Związek Patriotyczny i Szubrawców. W lecie 1823 doszło w Wilnie do masowych aresztowań polskiej młodzieży. W tym czasie w Wilnie studiował i był więziony Adam Mickiewicz. Po powstaniu listopadowym z 1831 Rosjanie zamknęli uniwersytet. Do 1842 działały wydziały medyczny i teologiczny. Przywódców powstania powieszono na Placu Łukiskim. Utworzono Wileńską Bibliotekę Publiczną. Pod koniec marca 1849 władze rosyjskie rozbiły spisek braci Dalewskich, który przygotowywał wybuch powstania.
Od 1861 sytuacja w mieście zaczęła być coraz bardziej napięta, gdy podczas polskich pochodów patriotycznych kozacy zaatakowali manifestację (masakra w Wilnie 1861). Wybuchło powstanie styczniowe, podczas którego w okolicy Wilna trwały zacięte walki. Pacyfikacji Wilna dokonał rosyjski generał-gubernator Michaił Murawjow, któremu nadano znaczący przydomek Wieszatiel.
W grudniu 1862 uruchomiono Kolej Warszawsko-Petersburską, której Wilno stało się ważnym węzłem. W 1893 uruchomiono tramwaj konny. Według spisu ludności z 1897 r., w Wilnie Litwini stanowili 2% ludności, a Polacy 31-39%.

## XX wiek

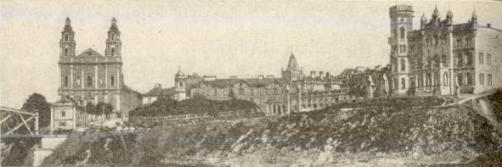
Wilno (pocz. XX w.)

Podczas I wojny światowej, w latach 1915-1918 Wilno było okupowane przez Niemców. Po ustąpieniu Niemców rozgorzał polsko-litewski konflikt o Wilno, próbę przejęcia władzy w mieście podjęła również Wileńska Rada Delegatów Robotniczych. W 1918 w celu ochrony ludności polskiej powołano Samoobronę Krajową Litwy i Białorusi, która 1 stycznia 1919 zajęła miasto. Już jednak 5 stycznia 1919 Wilno zajęli bolszewicy.
W lutym 1919 Wilno zostało proklamowane stolicą Radzieckiej Socjalistycznej Republiki Litwy i Białorusi zwaną „Lit-Biełem”. Wojsko polskie pod osobistym dowództwem Józefa Piłsudskiego odbiło miasto 19 kwietnia 1919. Po wkroczeniu wojsk polskich do miasta doszło do rozruchów antyżydowskich.

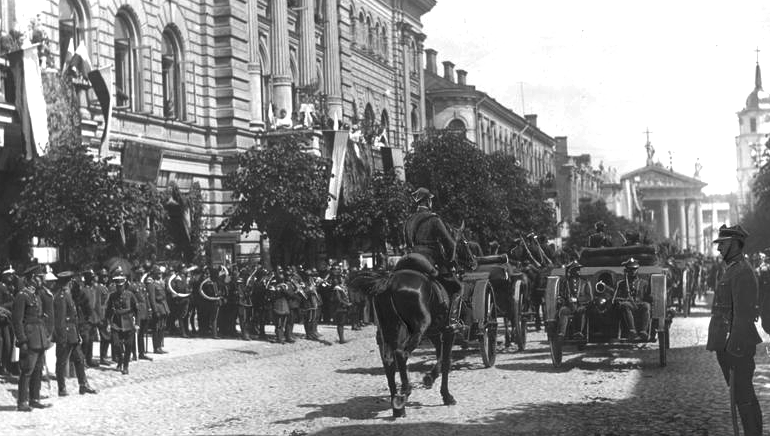
Uroczystość przyłączenia Wileńszczyzny do Polski w 1922 roku

Rada Najwyższa na konferencji wersalskiej próbowała podzielić Wilno i Wileńszczyznę na zasadzie etnicznej, pozostawiając samo miasto po polskiej stronie (tzw. Linia Focha). Podczas wojny 1920 miasto zostało zdobyte dwukrotnie przez Armię Czerwoną (zob. m.in. zajęcie Wilna). W lipcu współpracujące ze sobą wojska bolszewickie i litewskie zaatakowały wojska polskie, co doprowadziło do zajęcia miasta przez bolszewików. 12 lipca 1920 rząd sowiecki zawarł układ z rządem litewskim, na mocy którego m.in. Wilno i Suwalszczyzna miały być oddane Litwie. 6 sierpnia rząd litewski zawarł z Sowietami konwencję o przejęciu przez Litwinów Wilna do dnia 1 września. Sowieci zrealizowali to postanowienie dopiero w obliczu klęski po bitwie warszawskiej i uciekając przekazali Wilno Litwinom 27 sierpnia. Wojsko Polskie w pościgu za bolszewikami wyparło Litwinów z Suwalszczyzny, nie można jednak było tego zrobić w przypadku Wilna wskutek błędów polskiej dyplomacji. 

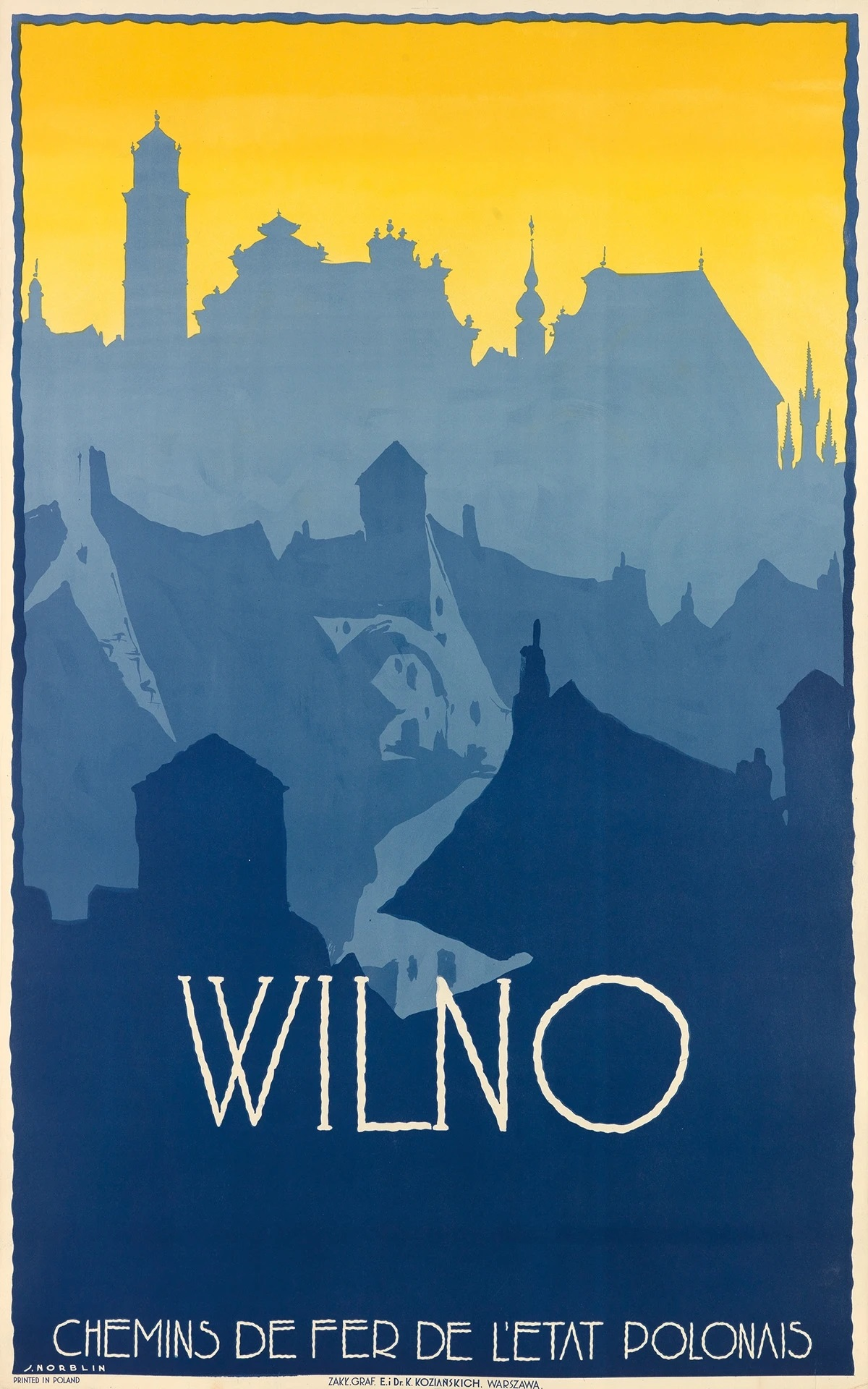
Plakat promujący Wilno, autorstwa Stefana Norblina, stworzony dla Polskich Kolei Państwowych

Minister spraw zagranicznych E. Sapieha zwrócił się bowiem do Ligi Narodów z żądaniem wywarcia presji na Litwinów, by ci opuścili Wilno (które od kwietnia 1919 znajdowało się w Polsce); tym samym jednak umiędzynarodowił kwestię miasta. Piłsudski zdecydował się zatem na inne rozwiązanie problemu. Aby zająć Wilno posunął się do podstępu. Zlecił gen. Lucjanowi Żeligowskiemu, dowódcy Litewsko-Białoruskiej Dywizji Piechoty, upozorować „bunt” i wkroczyć do Wilna. 9 października 1920 oddziały Żeligowskiego weszły do miasta. Proklamowano utworzenie marionetkowego państwa Litwy Środkowej. 20 lutego 1922 jej parlament (Sejm Wileński) przyjął uchwałę o włączeniu Litwy Środkowej do Polski. Z decyzją tą nie pogodziły się władze Litwy. Chociaż tymczasową siedzibą rządu było Kowno, to za stolicę uważano dalej Wilno. Tak też zostało to zapisane w konstytucji litewskiej z 1928 i 1938 roku. W obydwu był to artykuł 6.
Wilno stało się stolicą województwa. Z uwagi na odcięcie przez Republikę Litewską dostępu do portu w Kłajpedzie i Królewcu, miasto miało w początkowym okresie problem z transportem towarów do morza. W 1925 do miasta przeniósł się z zespołem teatralnym Juliusz Osterwa i także w tym roku powstało Towarzystwo Radiotechniczne „Elektrit”, które wkrótce stało się największym producentem odbiorników w Polsce. Wybudowano obserwatorium astronomiczne. W 1927 otwarto nowoczesne budynki Polskiego Radia Wilno. W 1930 rozpoczął działalność Instytut Naukowo-Badawczy Europy Wschodniej. W 1931 powstała poetycka grupa Żagary.
     Tereny przekazane Litwie przez ZSRR 10 października 1939
     Tereny przekazane Litewskiej SRR 6 listopada 1940

Tereny przekazane Litwie przez ZSRR 10 października 1939
Tereny przekazane Litewskiej SRR 6 listopada 1940

Pierwsze po zamachu majowym wybory samorządowe w Wilnie - „mieście Marszałka” przyniosły sukces endecji i klęskę sanacji. Wspólna lista endeków i chadeków wywalczyła 11 mandatów w 48 osobowej Radzie miejskiej a radnych sanacji było zaledwie 5.
W 1932 roku ze stanowiska prezydenta miasta musiał ustąpić Józef Folejewski. Wiązało się to ze skandalem związanym z utworzeniem spółki TOMMAK, której głównym udziałowcem była szwajcarsko-polska spółka Arbon. Zaoferowała ona miastu nowoczesne autobusy miejskie. Oferta została przyjęta. Okazało się, że w radzie nadzorczej czerpiącego zyski z kontraktu TOMMAK-u zasiada sam Folejewski. Prezydent tłumaczył się, że nie wiedział o fakcie swojego członkostwa. Ponieważ nie dano wyjaśnieniom wiary podał się do dymisji. Na życzenie sanacyjnego wojewody Rada Miejska kolejnym prezydentem wybrała przychylnego sanacji lekarza-społecznika Wiktora Miłaszewskiego.

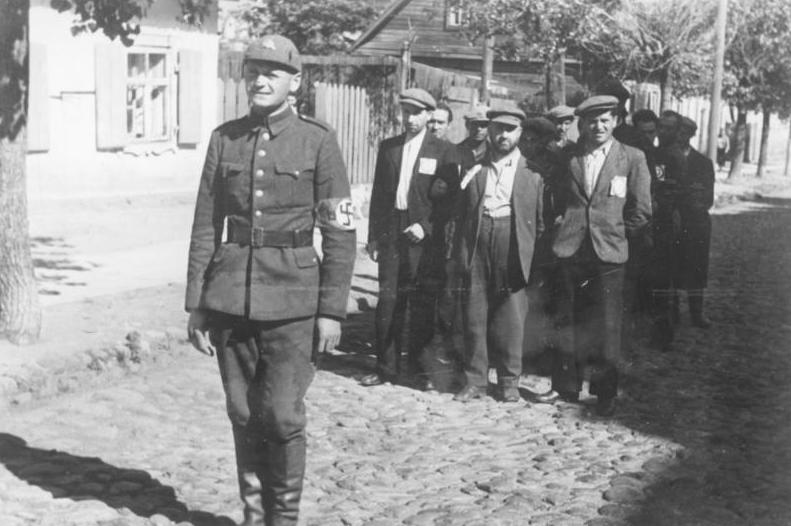
Litewski nazistowski policjant w Wilnie, 1941

19 września 1939, pomimo obrony miasta z udziałem harcerzy i gimnazjalistów, Wilno zajęły wojska radzieckie. 26 października 1939 Sowieci przekazali miasto Litwinom, po czym nastąpił okres lituanizacji. 15 czerwca 1940 roku jednak Wilno wraz z Litwą zostało wcielone do ZSRR. 14 lipca 1940 zaczęły się wywózki na Syberię. W czasie wojny prześladowania i deportacje objęły ok. 35 tys. mieszkańców Wileńszczyzny, głównie polskiego pochodzenia. 22 czerwca 1941 Niemcy zbombardowali miasto, a kilka dni później je zajęli. Wycofujący się Sowieci zamordowali co najmniej kilkuset więźniów z wileńskich więzień i aresztów.
W 1941 w egzekucjach przeprowadzonych przez Niemców oraz grupę kolaborujących z nimi Litwinów zorganizowanych w oddział specjalny (Ypatingasis būrys) we wsi Ponary (obecnie w granicach miasta, lit. Paneriai) zginęło ok. 80 tys. mieszkańców, w tym 72 tys. Żydów i około 1,5–2 tys. Polaków. AK odmówiło pomocy żydowskiemu ruchowi oporu w getcie ze względu na obecność w nim komunistów.  7 lipca 1944 skoncentrowana pod miastem polska Armia Krajowa rozpoczęła atak na Wilno – operację przeciwko Niemcom i 10 lipca zajęła niemiecki bunkier dowodzenia nad rzeką Wilejką (operacja Ostra Brama). AK we współdziałaniu z Armią Czerwoną, która weszła do miasta wieczorem 7 lipca po kilku dniach walk ulicznych w dniu 13 lipca wyzwoliła Wilno. Jednakże Polacy krótko cieszyli się swą wolnością, albowiem w kilka dni po nadejściu Armii Czerwonej NKWD aresztowało wszystkich polskich żołnierzy i oficerów oraz wydarło Wilno z rąk polskich. Następnie już znacznie okrojoną terytorialnie Litwę razem z Wilnem włączono do Związku Radzieckiego i po 1944 większość polskich mieszkańców została przesiedlona. Od tego czasu w Wilnie zaczęli masowo osiedlać się Litwini i Rosjanie.
Ruchy niepodległościowe zapoczątkowane w czerwcu 1988 przez Litewski Ruch na Rzecz Przebudowy (Sąjūdis) nasiliły się w 1990, a w styczniu 1991 doszło do starć pod wieżą telewizyjną (żołnierze użyli m.in. czołgów), w których po stronie opozycji zginęło 17 osób zaś ok. 600 zostało rannych. Od 17 września 1991 Wilno jest stolicą niepodległej Litwy. W 1993 Wilno odwiedził papież Jan Paweł II.

## Przynależność państwowa Wilna
- do 1323 – tereny należące do Wielkiego Księstwa Litewskiego. Miasto wówczas nie istniało, bowiem pierwsze źródła na temat Wilna pochodzą z roku 1323, gdy litewski książę Giedymin zaadresował list do miast niemieckich zapraszając Niemców i Żydów do osiedlania się.
- 1323–1795 – Wielkie Księstwo Litewskie (od 1569 część Rzeczypospolitej Obojga Narodów, stolica Wielkiego Księstwa Litewskiego)
- 1795-1918 – Imperium Rosyjskie (miasto było stolicą guberni)
- 1918–1920 – Litwa (konstytucyjna stolica państwa przez cały okres dwudziestolecia międzywojennego)
- 1920–1922 – Litwa Środkowa – okres sporów o przynależność państwową Wileńszczyzny między Polską a Litwą.
- 1922–1939 – II Rzeczpospolita (miasto było stolicą województwa)

- 1939–1940 – Republika Litewska (przekazane przez ZSRR)
- 1940–1991 (oprócz 1941–1944) – Litewska SRR w ramach ZSRR (miasto było stolicą republiki)
- od 1991 – Litwa